# Catilina Aubameyang
Catilina Aubameyang (Libreville, 1º settembre 1983) è un ex calciatore francese naturalizzato gabonese, di ruolo centrocampista.

## Biografia
È figlio dell'ex vice commissario tecnico del Gabon ed ex calciatore Pierre Aubameyang e fratello maggiore di Willy (nato nel 1987) e Pierre-Emerick (nato nel 1989), anch'essi calciatori.
Ha un figlio, Enzo, nato nel 2008 e a sua volta calciatore.

## Carriera

### Club
Arriva in Italia nel 1998 acquistato dalla Reggiana, che lo inserisce nel proprio settore giovanile.
Nel 2000 passa al Milan, con cui gioca per due stagioni nella Primavera, segnando complessivamente 65 gol. Nella stagione 2001-2002 debutta in prima squadra nella gara Milan-BATE Borisov 4-0 di Coppa UEFA. L'esordio in Serie A arriva nella stagione 2002-2003, nell'ultima giornata del campionato, in Piacenza-Milan 4-2. In quella stessa stagione ottiene anche una presenza in UEFA Champions League, nella gara Milan-Deportivo La Coruña 1-2 del 13 novembre 2002.
Nel 2003 viene acquisito a titolo temporaneo dalla Triestina, con cui colleziona 11 presenze nel campionato di Serie B. L'anno successivo inizia la stagione in prestito annuale al Rimini, con cui disputa 4 partite nella Serie C1 2004-2005 (di cui una sola da titolare), oltre a due in Coppa Italia. Visto il poco spazio, nel corso del mercato di gennaio lascia anticipatamente la Romagna per trasferirsi all'Ancona, in Serie C2, dove totalizza 12 presenze.
Nel 2005 lascia l'Italia per trasferirsi al Lugano, in Svizzera, dove gioca 10 partite. Nel gennaio 2006 si sposta al Chiasso, rimanendo nel campionato elvetico. Nell'estate del 2006 torna in patria al 105 Libreville, con cui vince il campionato nazionale. Nel gennaio 2007 torna in Europa, firmando con il Paris FC, militante nella terza divisione francese.
Nell'estate del 2007 si trasferisce all'Ajaccio, in Ligue 2, con cui firma un contratto biennale. Nel 2010 passa al Gazélec Ajaccio, formazione corsa di quarta divisione.
Svincolato, il 30 settembre 2011 torna nella massima divisione gabonese, firmando con il Football Club Sapins de Libreville di Libreville.
Nel dicembre 2013 firma per il Cairate Calcio, squadra lombarda di Promozione, con cui debutta il 15 dicembre nella vittoria per 1-2 sul campo del Mozzate, entrando al 15º minuto della ripresa.
Successivamente gioca in altre squadre dilettantistiche lombarde. Nel settembre 2015 scende in Seconda Categoria con il Fagnano Olona, conquistando al termine della stagione 2015-2016 la storica promozione in Prima Categoria, al fianco, tra gli altri, del centrocampista Ivan Raffaele Mastromarino, ex Sampdoria e Pro Patria.

### Nazionale
Durante i trascorsi giovanili, Aubameyang viene convocato dalla nazionale francese Under-19, con cui disputa alcuni incontri di qualificazione per il campionato europeo di categoria del 2002. Fa il suo esordio nella seconda partita di qualificazione, Albania-Francia 0-5.
Mancata la qualificazione con la nazionale transalpina, Aubameyang esce dal giro della nazionale francese ed entra in quello della nazionale del Gabon.

## Statistiche

### Cronologia presenze e reti in nazionale
| Cronologia completa delle presenze e delle reti in nazionale ― Gabon | Cronologia completa delle presenze e delle reti in nazionale ― Gabon | Cronologia completa delle presenze e delle reti in nazionale ― Gabon | Cronologia completa delle presenze e delle reti in nazionale ― Gabon | Cronologia completa delle presenze e delle reti in nazionale ― Gabon | Cronologia completa delle presenze e delle reti in nazionale ― Gabon | Cronologia completa delle presenze e delle reti in nazionale ― Gabon | Cronologia completa delle presenze e delle reti in nazionale ― Gabon |
| Data                                                                 | Città                                                                | In casa                                                              | Risultato                                                            | Ospiti                                                               | Competizione                                                         | Reti                                                                 | Note                                                                 |
| -------------------------------------------------------------------- | -------------------------------------------------------------------- | -------------------------------------------------------------------- | -------------------------------------------------------------------- | -------------------------------------------------------------------- | -------------------------------------------------------------------- | -------------------------------------------------------------------- | -------------------------------------------------------------------- |
| 5-9-2004                                                             | Annaba                                                               | Algeria                                                              | 0 – 3                                                                | Gabon                                                                | Qual. Mondiali 2006                                                  | 1                                                                    | 59’                                                                  |
| 9-10-2004                                                            | Libreville                                                           | Gabon                                                                | 1 – 1                                                                | Nigeria                                                              | Qual. Mondiali 2006                                                  | -                                                                    | 64’                                                                  |
| 26-3-2005                                                            | Port Harcourt                                                        | Nigeria                                                              | 2 – 0                                                                | Gabon                                                                | Qual. Mondiali 2006                                                  | -                                                                    | 68’                                                                  |
| 4-9-2005                                                             | Luanda                                                               | Angola                                                               | 3 – 0                                                                | Gabon                                                                | Qual. Mondiali 2006                                                  | -                                                                    | 76’                                                                  |
| 12-6-2007                                                            | Saint-Paul                                                           | La Riunione                                                          | 0 – 3                                                                | Gabon                                                                | Amichevole                                                           | -                                                                    |                                                                      |
| 17-6-2007                                                            | Antananarivo                                                         | Madagascar                                                           | 0 – 2                                                                | Gabon                                                                | Qual. Coppa d'Africa 2008                                            | -                                                                    | 87’ 88’                                                              |
| 19-5-2010                                                            | Ajaccio                                                              | Gabon                                                                | 3 – 0                                                                | Togo                                                                 | Corsica Cup 2010 - Semifinale                                        | -                                                                    | 69’                                                                  |
| 6-9-2010                                                             | Cannes                                                               | Burkina Faso                                                         | 1 – 1                                                                | Gabon                                                                | Amichevole                                                           | -                                                                    |                                                                      |
| 8-10-2010                                                            | Mascate                                                              | Oman                                                                 | 1 – 0                                                                | Gabon                                                                | Amichevole                                                           | -                                                                    | 46’                                                                  |
| 12-10-2010                                                           | Istanbul                                                             | Arabia Saudita                                                       | 1 – 0                                                                | Gabon                                                                | Amichevole                                                           | -                                                                    |                                                                      |
| 17-11-2010                                                           | Saint-Gratien                                                        | Senegal                                                              | 2 – 1                                                                | Gabon                                                                | Amichevole                                                           | -                                                                    | 39’                                                                  |
| Totale                                                               |                                                                      | Presenze                                                             | 11                                                                   |                                                                      | Reti                                                                 | 1                                                                    |                                                                      |

| Cronologia completa delle presenze e delle reti in nazionale ― Francia under 19 | Cronologia completa delle presenze e delle reti in nazionale ― Francia under 19 | Cronologia completa delle presenze e delle reti in nazionale ― Francia under 19 | Cronologia completa delle presenze e delle reti in nazionale ― Francia under 19 | Cronologia completa delle presenze e delle reti in nazionale ― Francia under 19 | Cronologia completa delle presenze e delle reti in nazionale ― Francia under 19 | Cronologia completa delle presenze e delle reti in nazionale ― Francia under 19 | Cronologia completa delle presenze e delle reti in nazionale ― Francia under 19 |
| Data                                                                            | Città                                                                           | In casa                                                                         | Risultato                                                                       | Ospiti                                                                          | Competizione                                                                    | Reti                                                                            | Note                                                                            |
| ------------------------------------------------------------------------------- | ------------------------------------------------------------------------------- | ------------------------------------------------------------------------------- | ------------------------------------------------------------------------------- | ------------------------------------------------------------------------------- | ------------------------------------------------------------------------------- | ------------------------------------------------------------------------------- | ------------------------------------------------------------------------------- |
| 12-11-2001                                                                      | Capbreton                                                                       | Albania under 19                                                                | 0 – 5                                                                           | Francia under 19                                                                | Qual. Europeo Under-19 2002                                                     | -                                                                               | 67’                                                                             |
| 14-11-2001                                                                      | Mont-de-Marsan                                                                  | Francia under 19                                                                | 1 – 2                                                                           | Paesi Bassi under 19                                                            | Qual. Europeo Under-19 2002                                                     | -                                                                               | 59’ 84’ 90’                                                                     |
| Totale                                                                          |                                                                                 | Presenze                                                                        | 2                                                                               |                                                                                 | Reti                                                                            | 0                                                                               |                                                                                 |

## Palmarès

### Club

#### Competizioni giovanili
- Torneo di Viareggio: 1

Milan: 2001

#### Competizioni nazionali
- Coppa Italia: 1

Milan: 2002-2003
- Campionato gabonese: 1

FC 105 Libreville: 2006-2007

#### Competizioni internazionali
- UEFA Champions League: 1

Milan: 2002-2003